# Rhizaria
Rhizaria är ett rike av eukaryota organismer. De är encelliga och amöbaliknande, och omfattar bland annat foraminiferer.
De är bikonta (de härstammar från organismer med två flageller) och heterotrofa (de lever på att bryta ned ämnen som andra organismer byggt upp).
Tidigare har Rhizaria räknats till protisterna.